# Dark Thrones and Black Flags
Dark Thrones and Black Flags  er det trettende studiealbum fra det norske black metal-band Darkthrone. Det blev udgivet i oktober 2008, og følger musikalsk meget den samme stil som sin forgænger F.O.A.D.. De to bandmedlemmer delte teksk- og musikkomponeringen lige op mellem sig, så Nocturno Culto skrev halvdelen og Fenriz den anden halvdel.

## Spor
1. "The Winds They Called the Dungeon Shaker" – 3:52
2. "Oath Minus" – 4:16
3. "Hiking Metal Punks" – 3:21
4. "Blacksmith of the North" – 3:13
5. "Norway in September" – 5:46
6. "Grizzly Trade" – 4:16
7. "Hanging Out in Haiger" – 3:22
8. "Dark Thrones and Black Flags" – 2:24
9. "Launchpad to Nothingness" – 4:31
10. "Witch Ghetto" – 3:56